# Dracophyllum ramosum
Dracophyllum ramosum là một loài thực vật có hoa trong họ Thạch nam. Loài này được Pancher ex Brongn. & Gris mô tả khoa học đầu tiên năm 1864.